# Paramesacanthion paracanthospiculum
Paramesacanthion paracanthospiculum is een rondwormensoort uit de familie van de Thoracostomopsidae. De wetenschappelijke naam van de soort is voor het eerst geldig gepubliceerd in 1959 door Allgén.